# Beijing Capital Airlines
Beijing Capital Airlines (chiń. 首都航空; pinyin Shǒudū Hángkōng) – chińska linia lotnicza, będąca spółką zależną Hainan Airlines.

## Historia
Firma powstała w 1995 jako Deer Jet Airlines (chiń. 金鹿航空). W 1998 rozpoczęła oferowanie usług międzynarodowych pod marką Deer Air. W październiku 2007 otrzymała swojego pierwszego Airbusa A319 i zaczęła zwracać wcześniej eksploatowane maszyny Boeing 737. Deer Jet rozpoczęła świadczenie usług czarterowych w grudniu 2008 flotą A319 i biznesowymi samolotami. Linia została upoważniona przez Zarząd Lotnictwa Cywilnego Chin do obsługi regularnych usług lotniczych w 2009.
Deer Jet Airlines została podzielona na dwie spółki 4 maja 2010. Podczas operacji czarterowych zachowała nazwę Deer Jet, zaplanowane operacje przy użyciu samolotów Airbus zostały przemianowane na Beijing Capital Airlines.

## Flota
Według stanu na maj 2025 flota Beijing Capital Airlines składała się z 81 samolotów, w tym 2 przeznaczonych do transportu cargo o średnim wieku 10,9 lat:
| Samolot         | Samolot | Samolot   | Liczba miejsc | Liczba miejsc | Liczba miejsc | Uwagi              |
| Model           | Aktywne | Zamówione | B             | E             | Łącznie       | Uwagi              |
| --------------- | ------- | --------- | ------------- | ------------- | ------------- | ------------------ |
| Airbus A319-100 | 10      | -         | 4             | 132           | 136           |                    |
| Airbus A319-100 | 10      | -         | -             | 144           | 144           |                    |
| Airbus A320-200 | 34      | -         | 8             | 144           | 152           |                    |
| Airbus A320-200 | 34      | -         | -             | 174           | 174           |                    |
| Airbus A320-200 | 34      | -         | -             | 180           | 180           |                    |
| Airbus A320neo  | 7       | -         | -             | 180           | 180           |                    |
| Airbus A321-200 | 15      | -         | -             | 212           | 212           |                    |
| Airbus A321-200 | 15      | -         | -             | 220           | 220           |                    |
| Airbus A321neo  | 3       | -         | 8             | 190           | 198           |                    |
| Airbus A330-200 | 5       | -         | 36            | 186           | 222           |                    |
| Airbus A330-200 | 5       | -         | 18            | 242           | 260           |                    |
| Airbus A330-200 | 1       | -         |               |               |               | Konfiguracja cargo |
| Airbus A330-300 | 5       | -         | 24            | 279           | 303           |                    |
| Airbus A330-300 | 5       | -         | 18            | 288           | 306           |                    |
| Airbus A330-300 | 1       | -         |               |               |               | Konfiguracja cargo |
| Łącznie         | 81      | 0         |               |               |               |                    |